# Canterbury United
Canterbury United ist ein neuseeländischer Fußballverein aus Christchurch.
Der Verein wurde 2001 gegründet und spielt in der gleichzeitig gegründeten ersten Liga mit, die New Zealand Football Championship heißt.
In der Saison 2005/2006 feierte der Verein seinen bisher größten Erfolg, als man bis ins Finale der Meisterschaft gelangte. Dort unterlag man Auckland erst im Elfmeterschießen.
United trägt seine Heimspiele im English Park vor durchschnittlich 335 Zuschauern aus.
Für den Start der neuen Championship-Saison Mitte November 2020 schlossen sich Southern United und Tasman United dem Verein Canterbury United an.

## Bekannte Spieler
- James Bannatyne (2005 bis 2006)
- Andy Barron (2004, 2005 bis 2006)
- Jeremy Brockie (2004 bis 2005, 2006)
- Glen Collins (2006 bis 2007)
- Greg Draper (2005 bis 2006)
- Henry Fa’arodo (2006)
- Brent Fisher (2006 bis 2007)
- Jeff Fleming (2004 bis 2005)
- Ben Sigmund (2005 bis 2006)
- Batram Suri (2006)
- Darren White (2011 bis 2013)